# Cheironitis phoebus
Cheironitis phoebus là một loài bọ cánh cứng trong họ Bọ hung (Scarabaeidae).